# Hildegunn Mikkelsplass
Hildegunn Mikkelsplass, née Fossen le 16 avril 1969 à Drammen, est une biathlète norvégienne. 

## Biographie
Elle s'est mariée avec Eilef Kristen Mikkelsplass, un skieur nordique. Durant sa carrière, elle a remporté quatre médailles aux Championnats du monde lors d'épreuves collectives et a gagné deux fois individuellement en Coupe du monde, remportant en 1992 le sprint d'Oslo en Norvège et en 1994 le sprint disputé à Bad Gastein.
Elle participe aussi aux Jeux olympiques d'hiver en 1992 et 1994.
Après sa médaille d'argent aux Championnats du monde 1998 sur la course par équipes, elle prend sa retraite internationale.

## Palmarès
| Épreuve / Édition                | Individuel | Sprint | Relais |
| Jeux olympiques 1992 Albertville | —          | —      | 7e     |
| Jeux olympiques 1994 Lillehammer | 21e        | 47e    | 4e     |

Légende :
- — : n'a pas participé à l'épreuve
- : épreuve non disputée lors de cette édition

### Championnats du monde
| Mondiaux \ Épreuve      | individuel     | Sprint         | Poursuite                        | Relais                    | Course par équipes        |
| 1990 Oslo               | —              | —              | Épreuve inexistante à cette date | —                         | 6e                        |
| 1991 Lahti              | 23e            | —              | Épreuve inexistante à cette date | —                         | Médaille de bronze, monde |
| 1992 Novossibirsk       | JO Albertville | JO Albertville | Épreuve inexistante à cette date | JO Albertville            | 5e                        |
| 1993 Borovets           | 10e            | 13e            | Épreuve inexistante à cette date | 9e                        | 4e                        |
| 1994 Canmore            | JO Lillehammer | JO Lillehammer | Épreuve inexistante à cette date | JO Lillehammer            | Médaille d'argent, monde  |
| 1995 Antholz Anterselva | 25e            | 13e            | Épreuve inexistante à cette date | Médaille de bronze, monde | —                         |
| 1996 Ruhpolding         | 18e            | 6e             | Épreuve inexistante à cette date | 4e                        | —                         |
| 1997 Osrblie            | —              | 29e            | 30e                              | —                         | —                         |
| 1998 Hochfilzen         | JO Nagano      | JO Nagano      | —                                | JO Nagano                 | Médaille d'argent, monde  |

Légende :

 : première place, médaille d'or

 : deuxième place, médaille d'argent

 : troisième place, médaille de bronze

 : épreuve inexistante à cette date

— : pas de participation à cette épreuve

### Coupe du monde
- Meilleur classement général : 9e en 1994.
- 6 podiums individuels : 2 victoires, 2 deuxièmes places et 2 troisièmes places.
- 11 podiums en relais, dont 4 victoires.

#### Détail des victoires individuelles
| Édition / Épreuve | Individuel | Sprint      | Poursuite | Mass start | Total |
| 1991-1992         |            | Oslo        |           |            | 1     |
| 1994-1995         |            | Bad Gastein |           |            | 1     |
| Total             | 0          | 2           | 0         | 0          | 2     |

#### Classements annuels
| Année | Classement général final |
| 1989  | 25e                      |
| 1990  | 47e                      |
| 1991  | 14e                      |
| 1992  | 17e                      |
| 1993  | 18e                      |
| 1994  | 9e                       |
| 1995  | 17e                      |
| 1996  | 12e                      |
| 1997  | 23e                      |
| 1998  | 72e                      |